# 前口動物
前口動物（ぜんこうどうぶつ、学名：Protostomia、英: Protostome）とは、初期胚に形成された原口がそのまま口となって発生する動物。原口動物・先口動物・旧口動物（きゅうこうどうぶつ）ともいう。後口動物に対立する。

## 概要
左右相称動物の進化の初期に、後口動物と分岐したものであると考えられている。扁形動物・輪形動物・腹毛動物・環形動物・軟体動物・節足動物など、多くの動物門が含まれる。刺胞動物などの2胚葉性動物は含まれない。また、真体腔性の動物についてのみいわれることもある。
前口動物に属する生物群の中で、例外的に原腸が肛門になる発生様式を持つものもあるが、その場合は分類が優先される。
触手冠動物（外肛動物門・箒虫動物門・腕足動物門）は、前口動物であるか後口動物であるかについて、意見の対立がある。しかし、分子系統解析の結果では前口動物群に含まれるという説が有力である。また、発生様式からは後口動物に含まれる毛顎動物門も、分子系統解析からは前口動物に含まれるという説が有力である。その場合の「前口動物」という名称は、発生様式というより、分類群に対してのラベルという意味合いが強い。
ヘッケル派の体系では、前口動物は、螺旋卵割であり、裂体腔をもつ。
前口動物を、冠輪動物と脱皮動物に大分類する説もある。